# Атанас Папаризов
Атана̀с Атана̀сов Папарѝзов е български политик от БСП, народен представител и министър в няколко правителства през 1990-те години. Представител на България в Световната търговска организация от 2014 г.

## Биография
Атанас Папаризов е роден на 5 юли 1951 г. в София. Завършил е английска гимназия и „Международни икономически отношения“ в МГИМО, Москва (1977). До 1990 г. работи в Министерството на външната търговия (по-късно: Министерство на външно-икономическите връзки). Специализирал е в Харвардския университет.

## Политическа кариера
Министър на външноикономическите връзки в правителството на Андрей Луканов и в правителството на Димитър Попов.
В правителството на Жан Виденов от 23 януари 1996 до 12 февруари 1997 е министър на търговията и външно-икономическото сътрудничество.
- народен представител от ПГ на „Коалиция за България“;
- председател на Съвета по европейска интеграция на НС;
- член на Комисията по външна политика и международните връзки на БСП;
- член на Съвета по социално-икономическа политика;
- депутат в Европейския парламент (2007 – 2009);
- съветник към комисията за еврофондовете в НС.

## Полемики
През 2006 г. холандският евродепутат от Групата на зелените Елс де Хрун обвинява българския евронаблюдател от левицата Атанас Папаризов, че на 11 октомври 2006 е обидил нейния македонски асистент от ромски произход Мартин Демировски. Пред „По света и у нас“ Папаризов отрича да е отправял обиди.